# Veerrecht
Onder veerrecht verstaat men het recht om, als enige, personen en goederen te mogen overzetten.
Tijdens het feodale tijdperk was het veerrecht vaak in bezit van de plaatselijke heer. Deze kon het recht dan weer verpachten aan een veerman die de overtocht daadwerkelijk onderhield. In 1798 werden de heerlijke rechten afgeschaft. Al deze rechten gingen naar de Staat. Op 21 oktober 1811 werd deze wet aangaande de veerrechten bij keizerlijk decreet gedeeltelijk ongedaan gemaakt. Het oprichten van een nieuwe veerdienst kon voortaan echter enkel bij concessie van de overheid. In 1814 werden de veerrechten door Koning Willem I weer teruggegeven aan de oorspronkelijke eigenaren.
In Nederland werd het veerrecht onder meer vastgelegd in de Verenwet van 5 juli 1921. De oude veerrechten bleven definitief bestaan en 58% van de veren in Nederland vaart onder veerrecht. Hiervoor gelden bindende tariefregelingen. De overige veren zijn vrije veren. Deze kennen geen tariefregelingen.